# Leszek Olszewski
Leszek Olszewski (ur. 18 marca 1969 w Raciborzu) – polski bokser, olimpijczyk z Barcelony 1992.
W trakcie kariery sportowej reprezentował kluby:
- Górnik Pszów w latach 1984-1989,
- GKS Jastrzębie w latach 1990-1991,
- Gwardia Warszawa w latach 1991-1992,
- Concordia Knurów w latach 1993-1997.

Mistrz Polski w latach 1991 (w wadze papierowej), 1992-1993 (w wadze muszej). Drużynowy mistrz Polski w roku 1996.
Uczestnik mistrzostw świata w roku 1989 i mistrzostw Europy w roku 1991.
Zwycięzca Turnieju im Feliksa Stamma w latach 1989, 1994.
Na igrzyskach w Barcelonie wystartował w wadze muszej odpadając w eliminacjach.